# Диадинамотерапия
Диадинамотерапия (ДДТ, англ. Diadynamic therapy) — разновидность электролечения, физиотерапевтический метод с применением диадинамических токов (токи постоянной полярности с полусинусоидальными импульсами частотой 50 и 100 Гц, подаваемые в различных режимах). Основные эффекты при лечении диадинамотерапией: анальгезирующий, вазоактивный, трофический и миостимулирующий.
При использовании диадинамических токов для ввода лекарственных средств, называется диадинамоэлектрофорезом и является разновидностью лекарственного электрофореза.

## История
Диадинамотерапия была разработана в 1946 году французским врачом Пьером Бернаром и в том же году была внедрена в лечебную практику. В 1930-х годах советские учёные И. А. Абрикосов и А. Н. Обросов также предлагали использовать диадинамические токи в медицине и даже предложили прототипы приборов, но их предложение не встретило понимания.

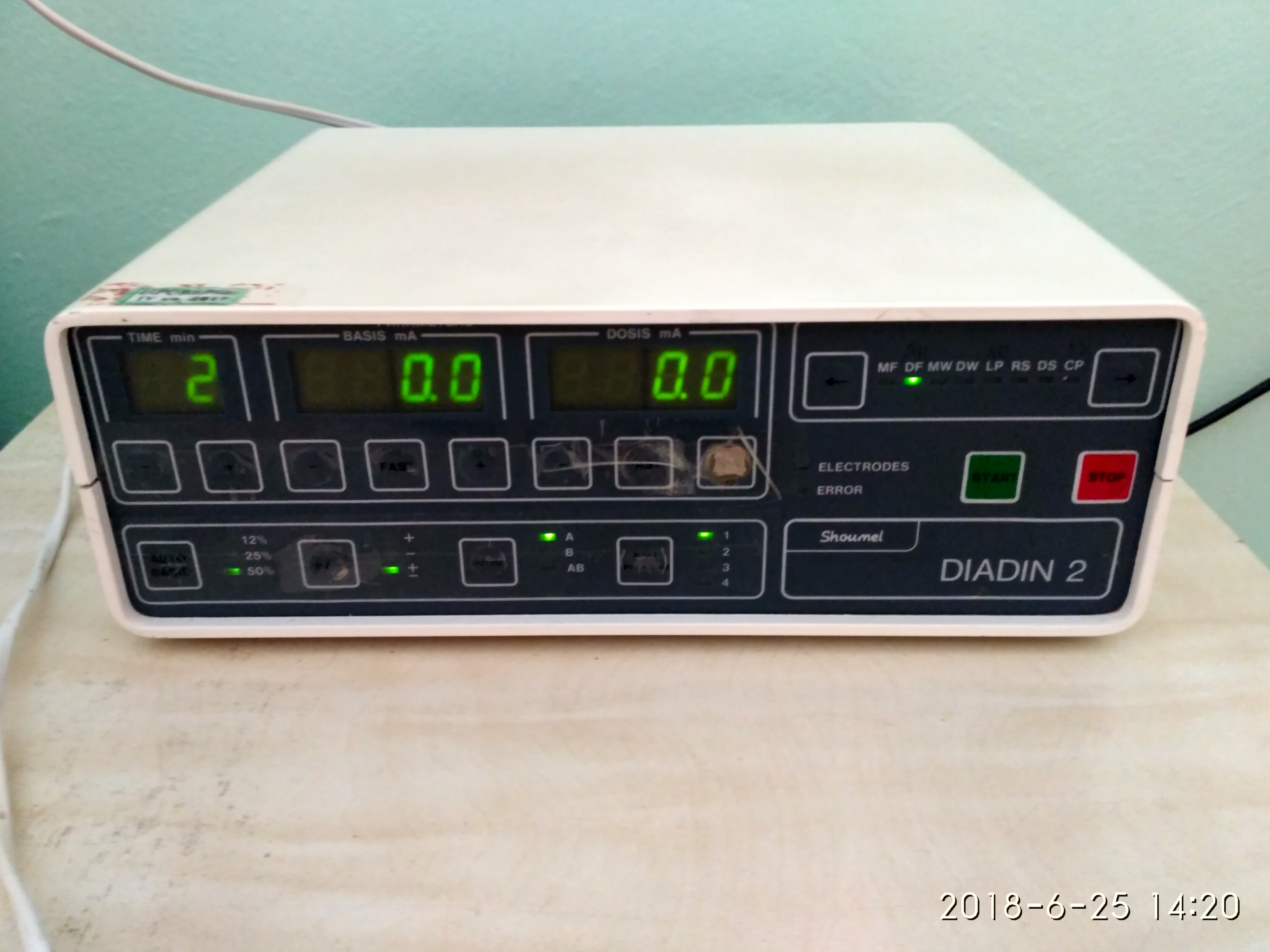
Прибор для лечения диадинамическими токами

## Принципы лечения
1. электроды должны располагаться поперечно по отношению к болевому участку;
2. общая продолжительность процедуры не превышает 30 мин;
3. при применении ДДТ на суставы можно пользоваться раздвоенными электродами;
4. катод следует помещать на место боли;
5. следует проводить процедуры с интервалом не менее 3—4 часов 1—2 раза в день;
6. курс лечения составляет 8—10 процедур, повторять курсы лечения через 2 недели (при необходимости).

## Показания к применению

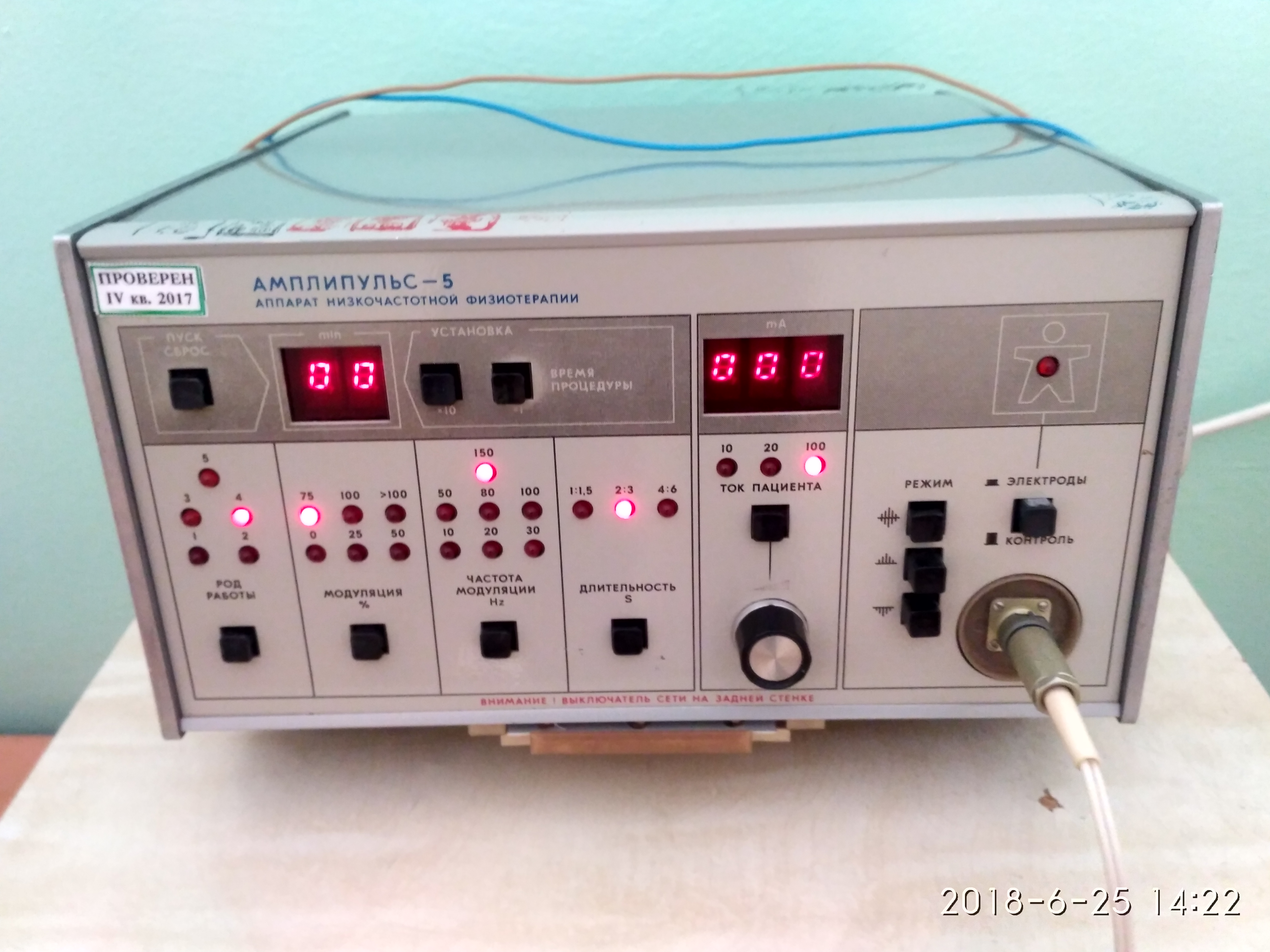
Амплипульс-5

К диадинамотерапии следует прибегать при: болевом синдроме, травматических повреждениях, гипертонической болезни, бронхиальной астме, дегенеративно-дистрофических заболеваниях суставов и позвоночника, радикулитах, невритах, симпатальгиях, мигрени, эпилепсии, травмах спинного мозга и некоторых других заболеваниях.

## Противопоказания
К диадинамотерапии не следует прибегать при: высокой температуре, остром и гнойном воспалительном процессе, приступе стенокардии, почечной колике, инфаркте миокарда, новообразованиях и подозрении на них, кровоточивости и кровотечении, злокачественных заболеваниях крови, моче- и желчнокаменной болезнях, разрывах мышц, переломах костей с неиммобилизированными отломками, рассеянном склерозе, тромбофлебите, распространенных дерматите и экземе, индивидуальной непереносимости тока.